# Icy (Gucci Mane)
Icy è il singolo di debutto del rapper statunitense Gucci Mane, estratto dal primo album indipendente Trap House (commercializzato il 24 maggio 2005 sotto la Big Cat Records). La canzone è stata prodotta da Zaytoven e vede la partecipazione di Young Jeezy e Boo.

## Informazioni
Il singolo è stato causa di una lunga faida tra Gucci Mane e lo stesso Young Jeezy: sia perché il secondo probabilmente non fu pagato per la sua partecipazione al brano e per il testo che scrisse parzialmente, sia per la possibile decisione di includere la canzone nell'album di Jeezy Let's Get It: Thug Motivation 101, uscito poco tempo dopo Trap House.
Icy ha raggiunto la posizione n.46 nella Hot R&B/Hip-Hop Songs e la n.23 nella Hot Rap Tracks, conseguendo nella Hot 100 risultati bassi a causa dell'indipendenza discografica dell'artista, ma dando grande popolarità d'esordio per lui.

## Videoclip
Il videoclip è stato diretto da Lisa Cunningham e vede tutti e tre gli artisti rappare il brano: Young Jeezy la prima strofa, Gucci Mane la seconda e Boo la terza.

## Classifica
| Chart (2005)                                           | Posizione massima |
| ------------------------------------------------------ | ----------------- |
| Stati Uniti d'America Billboard Bubbling Under Hot 100 | 5                 |
| U.S.A. Billboard Hot R&B/Hip-Hop Songs                 | 46                |
| U.S.A. Billboard Hot Rap Tracks                        | 23                |
| U.S.A. Billboard Rhythmic Top 40                       | 37                |